# Chủng tộc bất tử
Chủng tộc bất tử (tựa gốc tiếng Anh: Eternals) là một bộ phim siêu anh hùng của Mỹ năm 2021 dựa trên chủng tộc cùng tên của Marvel Comics. Được sản xuất bởi Marvel Studios và phân phối bởi Walt Disney Studios Motion Pictures, đây là bộ phim thứ 26 trong Vũ trụ Điện ảnh Marvel (MCU). Bộ phim được đạo diễn bởi Chloé Zhao, người đã viết kịch bản cùng với Patrick Burleigh, Ryan Firpo và Kaz Firpo. Phim có sự tham gia của dàn diễn viên bao gồm Gemma Chan, Richard Madden, Kumail Nanjiani, Lia McHugh, Brian Tyree Henry, Lauren Ridloff, Barry Keoghan, Don Lee, Kit Harington, Salma Hayek và Angelina Jolie. Trong phim, các Eternals, những sinh vật ngoài hành tinh bất tử, xuất hiện từ nơi ẩn náu sau hàng nghìn năm để bảo vệ Trái đất khỏi các đối tác cổ xưa của họ, Deviants.
Vào tháng 4 năm 2018, chủ tịch Marvel Studios Kevin Feige thông báo rằng một bộ phim dựa trên Eternals đã bắt đầu được phát triển, với Ryan và Kaz Firpo được thuê để viết kịch bản vào tháng Năm. Zhao được chỉ định đạo diễn bộ phim vào cuối tháng 9 và được trao quyền tự do sáng tạo đáng kể với bộ phim, dẫn đến việc quay phim tại địa điểm nhiều hơn các bộ phim MCU trước đây. Zhao đã viết lại kịch bản, mà Burleigh sau đó được cho là cũng đã đóng góp. Chụp ảnh chính diễn ra từ tháng 7 năm 2019 đến tháng 2 năm 2020, tại Pinewood Studios cũng như tại địa điểm ở London và Oxford, Anh và ở Quần đảo Canary.
Eternals được công chiếu lần đầu tại Los Angeles vào ngày 18 tháng 10 năm 2021 và được phát hành tại Hoa Kỳ vào ngày 5 tháng 11, như một phần của Giai đoạn Bốn của MCU. Bộ phim đã thu về 402 triệu đô la trên toàn thế giới. Phim nhận được nhiều đánh giá trái chiều từ các nhà phê bình, những người khen ngợi chủ đề và hình ảnh của nó, nhưng lại chỉ trích kịch bản, nhịp độ, thời lượng và sự phát triển của nhân vật.

## Nội dung
Vào năm 5000 trước Công nguyên, mười Eternals siêu mạnh — Ajak, Sersi, Ikaris, Kingo, Sprite, Phastos, Makkari, Druig, Gilgamesh và Thena — được Celestial Arishem gửi đến Trái đất trên phi thuyền của họ, Domo, để tiêu diệt những kẻ xâm lược Deviants. Những Deviants cuối cùng rõ ràng đã bị giết vào năm 1521, khi ý kiến của nhóm khác nhau về mối quan hệ tiếp tục của họ với loài người. Trong năm trăm năm tiếp theo, họ hầu như sống xa nhau, chờ đợi mệnh lệnh của Arishem.
Ở thời hiện đại, Sersi và Sprite sống cùng nhau ở London. Sau khi Ikaris, đối tác của Sersi, rời bỏ cô ấy nhiều thế kỷ trước, cô ấy hiện đang có mối quan hệ với một con người tên Dane Whitman , người làm việc tại Bảo tàng Lịch sử Tự nhiên. Khi bộ ba bị Deviant Kro tấn công, Ikaris đến và đuổi sinh vật đó đi. Ba Eternals đến Nam Dakota để đoàn tụ với thủ lĩnh của họ, Ajak, chỉ tìm thấy cô đã chết. Sersi sau khi được Ajak chọn làm người kế vị, cho cô khả năng giao tiếp với Arishem.
Sersi biết rằng sứ mệnh của Eternals thực sự là chuẩn bị cho Trái đất cho Sự ra đời. Arishem giải thích rằng, trong hàng triệu năm, ông ta đã gieo hạt giống của các Celestial bên trong các hành tinh nơi năng lượng từ các quần thể lớn cho phép các Celestial mới được sinh ra. Các Deviant được cử đi tiêu diệt những kẻ săn mồi đỉnh cao của mỗi hành tinh để đảm bảo sự phát triển của sự sống thông minh, nhưng khi các Deviant tiến hóa và bắt đầu săn lùng các quần thể bản địa của các hành tinh, Arishem đã tạo ra các Eternal để chống lại chúng. Với sự đảo ngược của Cú nháy, Trái đất đã đạt đến dân số cần thiết cho sự ra đời của Celestial Tiamut, điều này sẽ dẫn đến sự hủy diệt của Trái đất.
Với hy vọng trì hoãn Sự xuất hiện, các Eternals tái hợp. Tại nơi ở của Druig trong rừng nhiệt đới Amazon , họ bị tấn công bởi Deviants. Họ giết tất cả ngoại trừ Kro, người đã giết Gilgamesh trước khi bỏ trốn. Phastos đề xuất Uni-Mind, một kết nối giữa tất cả các Eternals sẽ cung cấp cho Druig đủ sức mạnh để đưa Tiamut vào giấc ngủ bằng sức mạnh kiểm soát tâm trí của anh ta. Tuy nhiên, Ikaris tiết lộ rằng Ajak đã nói với anh ta về Sự xuất hiện từ nhiều thế kỷ trước. Khi Ajak nói với anh ấy rằng cô ấy muốn ngăn chặn Sự xuất hiện, anh ấy đã dẫn cô ấy đến gặp những kẻ đã giết cô ấy. Sprite gia nhập Ikaris vì tình yêu đơn phương của cô ấy dành cho anh ấy trong khi Kingo quyết định rời đi.
Makkari xác định vị trí của Sự xuất hiện, một ngọn núi lửa đang hoạt động ở Ấn Độ Dương , nơi Ikaris và Sprite cố gắng ngăn chặn chúng. Druig hạ gục Sprite và Phastos khống chế Ikaris. Kro đến và bị giết bởi Thena. Druig không thể đưa Tiamut vào giấc ngủ và thay vào đó, Sersi cố gắng biến anh ta thành đá cẩm thạch. Ikaris thoát khỏi sự kiềm chế của mình và định giết Sersi, nhưng thấy mình không thể làm được vì tình yêu của anh dành cho cô. Cả anh ấy và Sprite đều tham gia cùng với những người khác trong Uni-Mind và Sersi có đủ sức mạnh để biến Tiamut thành đá cẩm thạch. Mặc cảm tội lỗi, Ikaris bay vào Mặt trời. Theo yêu cầu của Sprite, Sersi sử dụng năng lượng còn lại từ Uni-Mind để biến Sprite thành người, chấm dứt trạng thái trẻ con vĩnh viễn của cô bé. Thena, Druig và Makkari khởi hành trên Domo để tìm các Eternals trên các hành tinh khác và cảnh báo họ về Sự xuất hiện trong khi Sersi, Phastos và Kingo vẫn ở lại Trái đất.
Dane thổ lộ tình yêu của mình với Sersi và chuẩn bị tiết lộ bí mật về lịch sử gia đình anh thì cô, Phastos và Kingo được Arishem đưa vào không gian. Không hài lòng với sự phản bội của họ, Arishem nói rằng anh ta sẽ tha thứ cho nhân loại nếu ký ức của các Eternals cho thấy con người đáng được sống. Thề sẽ trở lại để phán xét, anh ta đưa bộ ba đi cùng mình vào một điểm kỳ dị. Trong một cảnh mid-credit, Thena, Makkari và Druig gặp Eternal Eros , anh trai của Thanos và trợ lý của hắn là Pip the Troll, người đã đề nghị giúp đỡ họ. Trong một cảnh post-credit, Dane mở một chiếc hộp chứa Ebony Blade và một người giấu mặt hỏi liệu anh ta đã sẵn sàng chưa.

## Diễn viên
- Gemma Chan vai Sersi: Một Eternal đồng cảm, yêu thương loài người, có khả năng điều khiển và biến đổi vật chất.[8][9][10] Trong phiên bản điện ảnh lần này, cô và Ikaris đã từng yêu nhau trong hàng thế kỷ và hiện Sersi đang ẩn mình dưới vỏ bọc là một nhân viên quản lý bảo tàng trên Trái Đất.[10] Kevin Feige mô tả rằng Sersi sẽ là nhân vật trung tâm của phim.[11][12]
- Richard Mal khác về mặt chiến thuật. Anh siêu khoẻ, có khả năng bay lượn và phóng ra tia năng lượng vũ trụ từ mắt.[10][13]
- Kumail Nanjiani vai Kingo: Một Eternal có khả năng bắn ra những viên đạn năng lượng vũ trụ từ tay.[10][13] Vì muốn có được danh vọng, Kingo quyết định trở thành một ngôi sao điện ảnh Bollywood nổi tiếng để hoà mình vào cuộc sống trên Trái Đất.[10][14] Kumail Nanjiani chia sẻ rằng vai diễn của anh là kết hợp từ sự khôn ngoan của nhân vật John McClane trong loạt phim Die Hard với ngoại hình của Hrithik Roshan (một diễn viên Bollywood nổi tiếng).[15]
- Lia McHugh vai Sprite: Một Eternal có khả năng thao túng tâm trí của người khác và tạo ra những ảo ảnh sống động y như thật. Sprite có ngoại hình như một đứa trẻ 12 tuổi, nhưng cô nhiều tuổi, khoẻ và thông minh hơn so với vẻ bề ngoài.[10][13]
- Brian Tyree Henry vai Phastos: Một Eternal kiêm nhà phát minh thông thái. Anh đã bí mật đưa nguồn năng lượng vũ trụ xuống Trái Đất để giúp đỡ loài người phát triển, tiến bộ về mặt công nghệ.[10][13] Anh là siêu anh hùng đồng tính đầu tiên của MCU.[16]
- Lauren Ridloff vai Makkari: Một Eternal sở hữu siêu tốc độ. Cô thường sử dụng tốc độ siêu nhanh của mình để thám hiểm các hành tinh ngoài vũ trụ.[10][13] Bên cạnh đó, Makkari cũng là siêu anh hùng khiếm thính đầu tiên của MCU và vì thế nên cô không bị ảnh hưởng bởi những tiếng nổ siêu thanh do chính mình tạo ra.[10][17]
- Barry Keoghan vai Druig: Một Eternal không ưa và cũng không quan tâm đến loài người. Anh có khả năng sử dụng năng lượng vũ trụ để thao túng, chi phối và điều khiển tâm trí người khác. Anh rời bỏ các Eternal vì bất đồng chính kiến cũng như không đồng ý với việc họ gần gũi, tương tác và hỗ trợ cho loài người.[8][10]
- Don Lee vai Gilgamesh: Eternal khoẻ nhất trong nhóm, anh sở hữu siêu sức khỏe, siêu sức bền và đồng thời có khả năng tạo ra những lớp giáp siêu cứng từ năng lượng vũ trụ. Anh trở thành bạn đồng hành của Thena khi họ tách nhóm, rời khỏi các Eternal khác.[10][13]
- Kit Harington vai Dane Whitman (Black Knight): Một chiến binh loài người mang theo mình thanh kiếm bị nguyền rủa Ebony Blade. Anh là hậu duệ của Sir Percy of Scandia - Black Night đầu tiên, Hiệp sĩ từng phục vụ dưới trướng vua Arthur.[18][8][19]
- Salma Hayek vai Ajak: Một Eternal thông thái lãnh đạo các Eternal khác về mặt tâm linh. Bà luôn giúp đỡ, dẫn dắt các nền văn minh của nhân loại tiến bộ hơn qua từng thời kỳ. Ajak có khả năng chữa lành vết thương và giao tiếp với những thực thể bên ngoài vũ trụ - đặc biệt là các Celestials.[10][13]
- Angelina Jolie vai Thena: Một chiến binh Eternal có khả năng sử dụng năng lượng vũ trụ để tạo ra bất kỳ loại vũ khí nào mình muốn. Cô có mối liên kết gần gũi với Gilgamesh xuyên suốt qua hàng thế kỷ.[10][13]

Ngoài ra, Deviant Kro được lồng tiếng bởi Bill Skarsgård,  trong khi David Kaye lồng tiếng cho Celestial Arishem.  Harish Patel xuất hiện trong vai Karun, người hầu của Kingo. Haaz Sleiman và Esai Daniel Cross lần lượt đóng vai Ben và Jack, chồng và con trai của Phastos; và Zain Al Rafeea miêu tả một dân làng tình cờ gặp các Eternals khi họ đến Trái đất. Harry Styles xuất hiện trong cảnh mid-credit của phim với vai Eros / Starfox, anh trai của Thanos, trong khi Patton Oswalt lồng tiếng cho trợ lý Pip the Troll .  Mahershala Ali có một vai khách mời lồng tiếng chưa được công nhận với vai Blade trong cảnh post-credits, trước khi đóng vai chính trong bộ phim của chính anh ấy.  Siêu sao WWE Becky Lynch ban đầu có một vai trong một cảnh được quay cho một đoạn giới thiệu sau cảnh post-credits, nhưng nó đã bị xóa khỏi bản cắt cuối cùng do được cho là "quá buồn". 

## Sản xuất
Tháng 4 năm 2018, chủ tịch Marvel Kevin Feige thông báo rằng một bộ phim về chủng loài Eternals đang trong quá trình sản xuất. Matthew và Ryan Firpo được mời để viết kịch bản cho dự án lần này vào tháng 5 cùng năm. Cuối tháng 9 năm 2018, Marvel Studios tiếp tục mời Triệu Đình làm đạo diễn. Dàn diễn viên được chính thức công bố tại sự kiện San Diego Comic-Con vào tháng 7 năm 2019 và quá trình quay phim bắt đầu vào tháng 9 cùng năm ở Pinewood Studios tại Buckinghamshire, Vương quốc Anh.
Ban đầu, ngày công chiếu của phim là ngày 6 tháng 11 năm 2020, nhưng bị lùi do ảnh hưởng của đại dịch COVID-19. Bộ phim mới được ra mắt tại Los Angeles hôm 19/10/2021.

## Phát hành
Chủng tộc bất tử được dự kiến khởi chiếu tại thị trường Mỹ vào ngày 5 tháng 11 năm 2021 sau một thời gian bị trì hoãn bởi đại dịch COVID-19. Ban đầu, ngày công chiếu của phim là ngày 6 tháng 11 năm 2020, nhưng bị lùi do những tác động và ảnh hưởng của đại dịch. Phim sẽ thuộc vào Giai đoạn 4 của Vũ trụ Điện ảnh Marvel.